# Heavy Weapon
Heavy Weapon é um jogo eletrônico de side-scrolling shoot 'em up desenvolvido pela PopCap Games e lançado em 2005 para Windows, Macintosh, Xbox 360 (XBLA), PlayStation 3 (PlayStation Network) ,e em 2009 para o Zeebo.

## Jogabilidade
Em Heavy Weapon: Atomic Tank, o jogador guia um poderoso tanque atômico através dos níveis contra as forças opostas inimigas. O tanque só se move da esquerda para a direita, enquanto a sua principal arma, uma pistola, pode ser apontada para cima e para baixo em vários ângulos. Após explodir através de inúmeros inimigos em uma determinada fase, um chefe deve ser derrotado. Após derrotar o chefe, o jogador visita o arsenal, onde vários upgrades e power-ups podem ser comprados para uso em missões posteriores. O enredo do jogo acontece nos eventos da invasão da União Soviética, e o jogador assume o papel de comandante de um tanque atómico para repelir a invasão de volta para a sede principal. A premissa principal do jogo  é a de um indivíduo contra as forças coletivas do comunismo.
O jogo apresenta um total de 19 níveis / missões e dois modos (missão e sobrevivência). Existem várias, por vezes insultuosas mensagens quando você pressiona o botão de parar.

## Armas
- Normal Guns
- Nuclear Bombs
- Homing Missiles
- Laser
- Rockets
- Flak Cannon
- Thunderstrike
- Megalaser

## Ligações Externas
- Página do jogo na PopCap Games (em inglês)
- Página do jogo no PlayStation
- Página do jogo no Xbox
- Página do jogo no Zeebo